# Kenneth Hendel
Kenneth Hendel (* 8. März 1931 in London, England; † im November 2006 in Johannesburg, Gauteng, Südafrika) war ein britischer Schauspieler.

## Leben
Hendel wuchs im Londoner West End auf uns besuchte später die Royal Academy of Dramatic Art, die er 1951 erfolgreich abschloss. Anschließend begann er mit ersten Rollen in Fernseh- und Filmproduktionen und hatte Episodenrollen in verschiedenen Fernsehserien. Hendel übernahm Rollen in unterschiedlichen Filmgenres. In Deutschland ist er am ehesten für seine Rolle als Dr. Hartmann in dem B-Movie Gefangene des Universums von 1983 bekannt geworden.
Er verstarb im November 2006 im Alter von 75 Jahren in Johannesburg. Seit den 1970er Jahren lebte und arbeitete Hendel in Südafrika.

## Filmografie (Auswahl)
- 1952: BBC Sunday-Night Theatre (Fernsehserie, Episode 3x25)
- 1952: The Man of Joy (Fernsehfilm)
- 1963: Moonstrike (Fernsehserie, Episode 1x11)
- 1963: Task Force Police (Softly Softly Task Force) (Fernsehserie, Episode 2x27)
- 1966: A Game of Murder (Fernsehserie, 3 Episoden)
- 1967: The Paradise Makers (Fernsehserie, Episode 1x03)
- 1968: The £1,000,000 Bank Note (Mini-Serie, Episode 1x02)
- 1969: John Browne's Body (Fernsehserie, Episode 1x05)
- 1969: Task Force Police (Softly Softly Task Force) (Fernsehserie, Episode 6x198)
- 1970: Hassan (Fernsehfilm)
- 1970: Die Abrechnung (The Reckoning)
- 1970: Manhunt (Fernsehserie, Episode 1x20)
- 1970: Männer der Gewalt (Man of Violence)
- 1970: Die Liebesmuschel (Cool It, Carol!)
- 1971: Schrei nach Leben (Die Screaming Marianne)
- 1971: Justice (Fernsehserie, Episode 1x06)
- 1972: Task Force Police (Softly Softly Task Force) (Fernsehserie, Episode 7x50)
- 1972: Rosemaries Liebesreport in 3 Dimensionen (Four Dimensions of Greta)
- 1972: Kein Pardon für Schutzengel (The Protectors) (Fernsehserie, Episode 1x07)
- 1974: Pens en Pootjies
- 1974: Fraud!
- 1976: Snake Dancer
- 1979: Spiel der Geier (A Game for Vultures)
- 1980: The Story of an African Farm (Fernsehserie)
- 1980: The Settlers (Fernsehserie)
- 1982: A Settler's Tale (Fernsehserie)
- 1983: Gefangene des Universums (Prisoners of the Lost Universe)
- 1983: The Riverman (Mini-Serie)
- 1986: Die Mannheim-Sage (Fernsehserie)
- 1987: Traumland Africa (An African Dream)
- 1989: Screen Two (Fernsehserie, Episode 7x06)
- 1990: Mexican Jackpot (Thieves of Fortune)
- 2001: The Foster Gang (Fernsehdokumentation)